# Rocco Ficara
Rocco Daniele Ficara (ur. 26 listopada 1982) – włoski zapaśnik walczący w stylu klasycznym. Zajął trzynaste miejsce na mistrzostwach świata w 2006. Piąty na mistrzostwach Europy w 2006. Siódmy na akademickich MŚ w 2010.
Zdobył brązowy medal na igrzyskach śródziemnomorskich w 2005, 2009 i 2013. Trzeci na mistrzostwach śródziemnomorskich w 2011. Pięciokrotny mistrz Włoch w latach 2008, 2009, 2010, 2012 i 2013